# Legione romana dell'età regia
Per tutta l'età regia di Roma l'esercito romano fu costituito da un'unica legione, tanto da identificarsi con quest'ultima e viceversa. Fu solo in seguito, con l'avvento della Repubblica e del doppio comando consolare, che l'esercito necessariamente si sdoppiò, risultando composto da due legioni. Per la verità sembra che ciò sia avvenuto anche in precedenza, al tempo della riforma serviana, quando alla legione di iuniores ne venne affiancata un'altra di seniores. In quest'ultimo caso, però, si trattava solo di una seconda legione potenzialmente arruolabile, che mai nella realtà si verificò.

## Struttura

### Romolo: le origini (VIII-VI secolo a.C.)

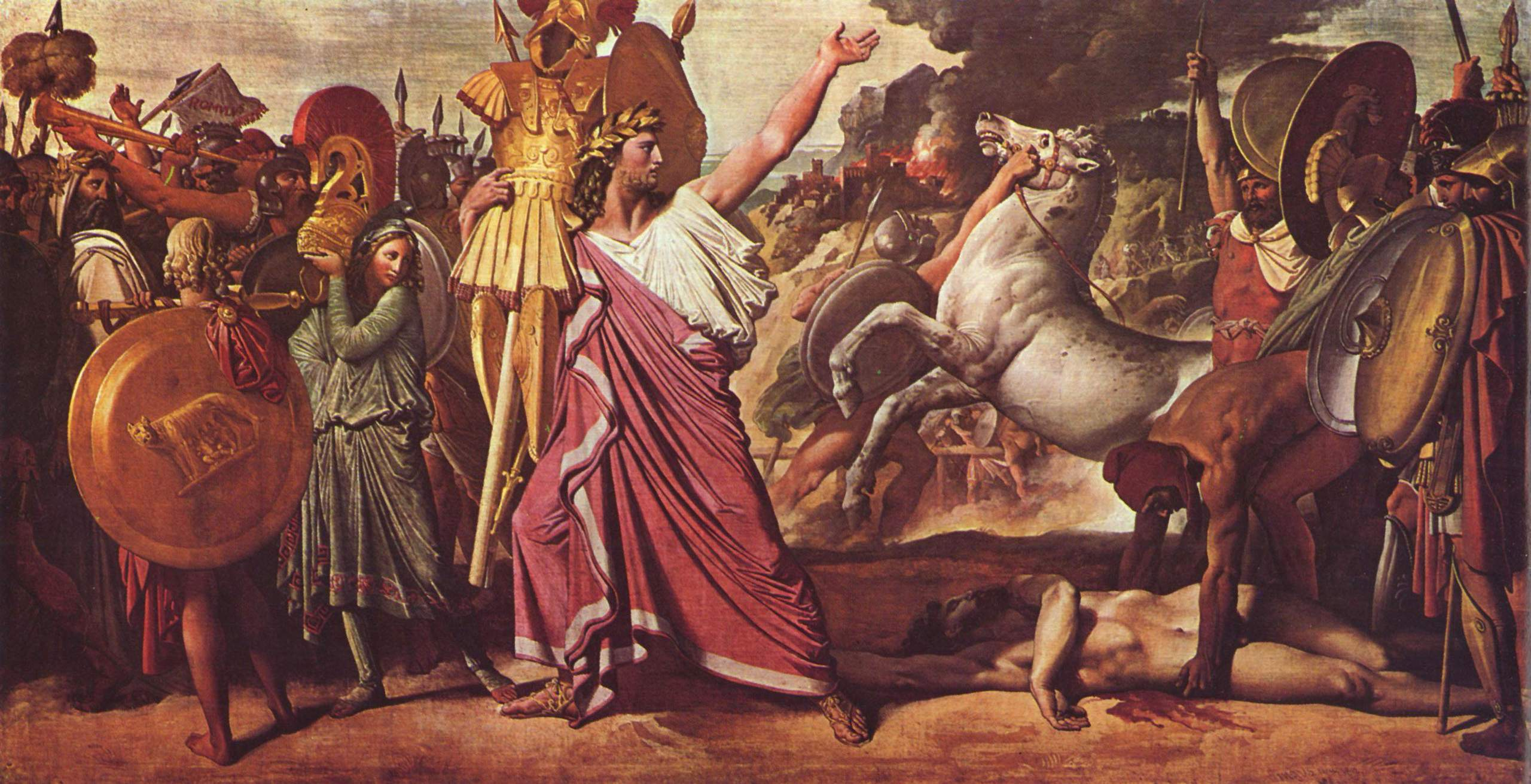
Romolo, creatore della legione e quindi dell'esercito romano, porta le spoglie di Acrone al tempio di Giove (dipinto di Jean Auguste Dominique Ingres, 1812).

Secondo la tradizione fu Romolo a creare, durante la Prima epoca regia, la legione romana sull'esempio della falange greca,. Questa era formata da 3 000 fanti (pedites) e 300 cavalieri (equites), scelti tra la popolazione.
Fanti e cavalieri erano arruolati tra le tre tribù romane (1 000 fanti e 100 cavalieri ciascuna) che formavano la primitiva popolazione di Roma: i Tities, i Ramnes e i Luceres. In epoca regia era formata da cittadini compresi tra i 17 e i 46 anni, in grado di potersi permettere il costo dell'armamento.
Si dice anche che Romolo, quando la città di Roma si ingrandì e i Romani si unirono ai Sabini, abbia deciso di raddoppiare il numero dei suoi armati in: 6 000 fanti e 600 cavalieri.

### La riforma di Servio Tullio (VI secolo a.C.)
Circa nel 570 a.C. fu eseguita, secondo la tradizione da Servio Tullio, sesto re di Roma, una riforma timocratica che divise tutta la popolazione romana in cinque classi in base al censo (secondo altre fonti 6 classi), ognuna delle quali divisa a sua volta in tre categorie:seniores (maggiori di 46 anni: anziani), iuniores (tra 17 e 46 anni, ovvero i più adatti a combattere: giovani) e pueri (di età inferiore ai 17 anni: ragazzi); se la prima classe, la più facoltosa, poteva permettersi l'equipaggiamento da legionario (il costo del tributo per gli armamenti veniva stabilito in base al censo), quelle inferiori avevano armamenti via via più leggeri. L'esercito serviano era formato da 193 centurie
|                   | Reddito (in assi) | Ruolo            | Centurie     | Totale |
| ----------------- | ----------------- | ---------------- | ------------ | ------ |
| Classe I          | 100 000+          | Fanteria Pesante | Seniores: 40 | 80     |
| Classe I          | 100 000+          | Fanteria Pesante | Iuniores: 40 | 80     |
| Classe II         | 100 000 - 75 000  | Fanteria         | Seniores: 10 | 20     |
| Classe II         | 100 000 - 75 000  | Fanteria         | Iuniores: 10 | 20     |
| Classe III        | 75 000 - 50 000   | Fanteria Leggera | Seniores: 10 | 20     |
| Classe III        | 75 000 - 50 000   | Fanteria Leggera | Iuniores: 10 | 20     |
| Classe IV         | 50 000 - 25 000   | Fanteria Leggera | Seniores: 10 | 20     |
| Classe IV         | 50 000 - 25 000   | Fanteria Leggera | Iuniores: 10 | 20     |
| Classe V          | 25 000 - 11 000   | Fanteria Leggera | Seniores: 15 | 30     |
| Classe V          | 25 000 - 11 000   | Fanteria Leggera | Iuniores: 15 | 30     |
| Totale (fanteria) | 170               | 170              | 170          | 170    |

Al di sotto di un reddito di 11 000 assi si era dispensati dall'assolvere agli obblighi militari. I membri di questa sesta classe erano chiamati proletarii, poiché "destinati a far prole" o capite censi, tranne nel caso in cui non vi fossero particolari pericoli per la città di Roma. In quest'ultimo caso, venivano armati a spese dello Stato, servendo in formazioni speciali estranee all'ordinamento legionario.
Servio Tullio oltre a creare una nuova legione, mise da parte le curie.

## Unità complementari

### Cavalleria

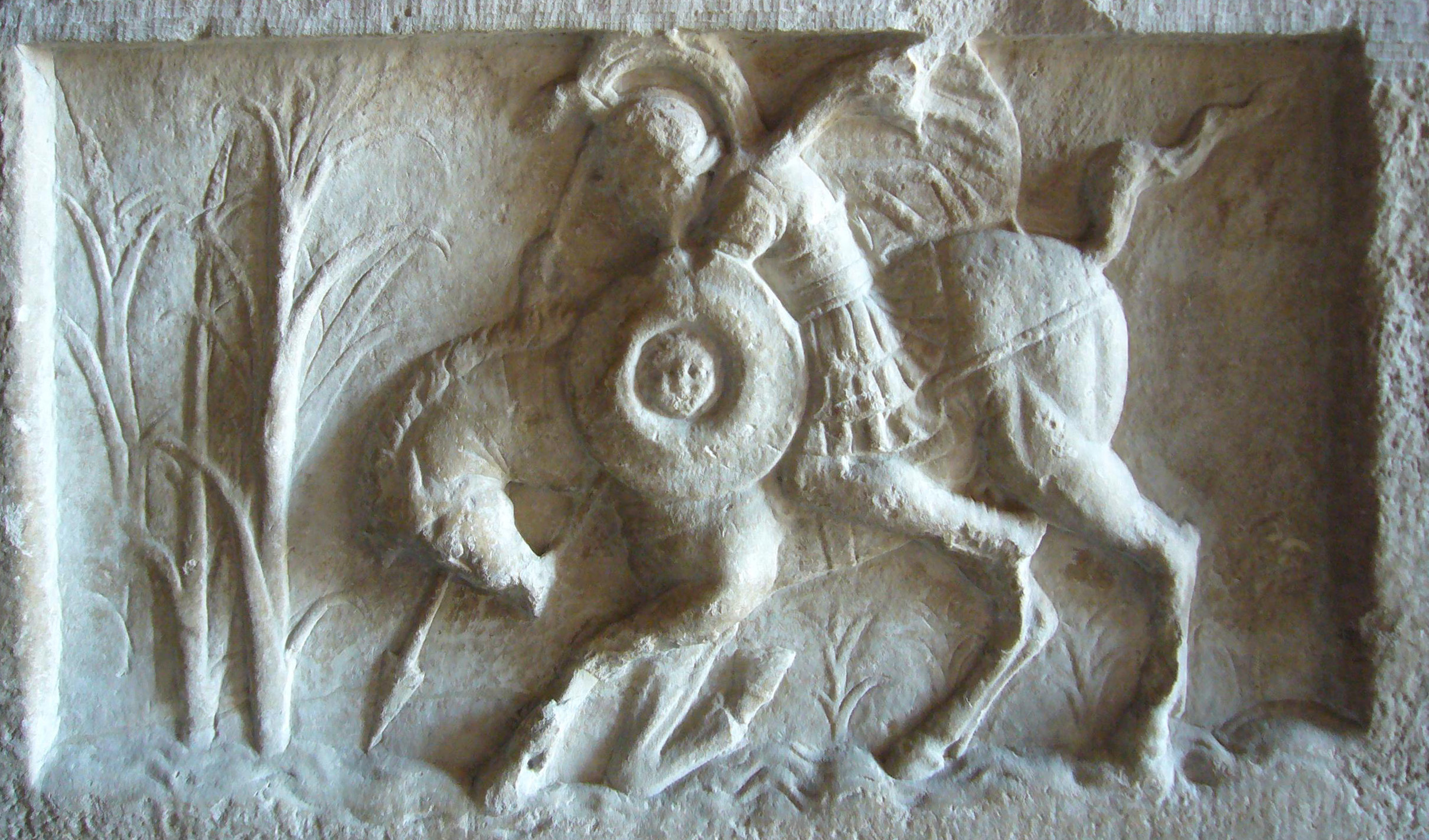
Cavaliere romano con armatura (Musei Capitolini,Tabularium).

Fu Romolo a creare un primo contingente militare di 300 cavalieri, dove ciascun squadrone di cavalleria (100 per ciascuna tribù) era alle dipendenze di un tribunus celerum. Quando in seguito la città di Roma si ingrandì e i Romani si unirono ai Sabini, Romolo decise di raddoppiare il numero dei suoi armati, compresi i cavalieri, che furono così portati a 600. E da ultimo, sempre Romolo costituì una guardia personale di trecento cavalieri chiamata Celeres, in seguito eliminata da Numa Pompilio.
Tarquinio Prisco (VII secolo a.C.- prima metà del VI secolo a.C.), quinto re di Roma, riordinò l'ordine equestre, tornando a raddoppiare il numero dei cavalieri e aggiungendo tre nuove centurie (oltre a quelle costituite dalle tribù dei Ramnes, Tities e Luceres), a cui fu dato l'appellativo di posteriores o sex suffragia. Ciò portò nuovamente gli equites al numero di 600.
Con la riforma serviana, anche i cavalieri (oltre alla prima classe) dovevano disporre di un reddito di più di 100 000 assi.
Per l'acquisto dei cavalli l'erario stabilì, inoltre, lo stanziamento annuo di 10 000 assi a centuria, mentre sancì che fossero le donne non sposate a pagarne il mantenimento degli stessi con 2 000 assi annui a centuria. Tale costo fu più tardi trasferito alle classi più ricche.
Inoltre, Servio Tullio aggiunse alle 6 centurie di equites stanziate dal predecessore altre dodici centurie, per un totale di diciotto centurie di equites.

### Genio militare
Si sa che in seguito alla riforma militare di Servio Tullio, la prima classe disponeva di due centurie aggiuntive di fabbri, armaioli, falegnami e operai, che avevano il compito di costruire e trasportare le prime e rudimentali macchine da guerra romane (secondo altre fonti erano, invece, schierate insieme alla seconda classe).

### Centurie diAccensi
Sempre a seguito della riforma serviana, vengono inquadrate nella IV classe due centurie di suonatori di tromba (tubicines) e suonatori di corno (cornicines). Questo squadrone era formato da accensi, vale a dire coloro che avevano il compito di esortare l'esercito alla battaglia.
Secondo altre fonti le due centurie di suonatori appartenevano alla V classe.

## Gerarchia interna
La massa di cittadini romani arruolabile, era formata da uomini, che avevano un'età compresa tra i 17 e i 46 anni (iuniores), in grado di potersi permettere il costo dell'armamento. A questi, in seguito alla riforma serviana, vennero aggiunti tutti gli uomini di età superiore ai 46 anni (i cosiddetti seniores), anch'essi in grado di potersi permettere l'armamento, i quali vennero però raramente impiegati, costituendo di fatto una riserva strategica. Erano, infatti, utilizzati in caso di estrema necessità, quando la città di Roma era minacciata da forze nemiche.
Il Rex era il comandante supremo dell'esercito romano, a cui spettava il compito di scioglierlo al termine della campagna militare dell'anno. A lui erano subordinati tre tribuni militum, ciascuno dei quali posto a capo di una delle tre tribù o file di 1 000 fanti; gli squadroni di cavalleria erano invece sottoposti al comando di tribuni celerum.
Con la riforma serviana, vi fu un'importante novità: coloro i quali si erano distinti in battaglia diventavano centurioni.

## Disposizione tattica

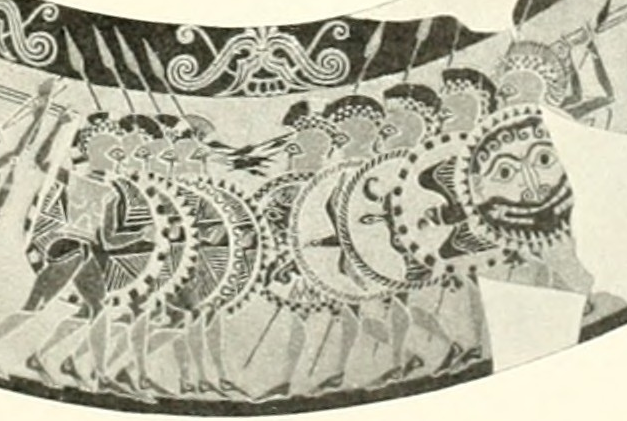
Dettaglio del vaso Chigi, con scontro tra fanterie oplitiche del 650-640 a.C. (Museo nazionale etrusco di Villa Giulia, Roma)

### Fanteria
La legione si disponeva su tre file, nella tipica formazione a falange, con la cavalleria ai lati, chiamate alae. Vi era la consuetudine di lanciare un potente grido di guerra per intimorire l'avversario, prima dello scontro, come del resto in tutto il mondo antico. A ciò si aggiunga il fatto che spesso, sempre per scoraggiare il nemico, venivano battute le aste o le spade contro gli scudi, generando un grande fragore.
Il combattimento, in verità, prevedeva, sulla base delle tradizioni omeriche, una serie di duelli tra i "campioni" dei rispettivi schieramenti, in genere tra i guerrieri più nobili, dotati di maggior coraggio e abilità (vedi ad esempio l'episodio tramandatoci degli Orazi e Curiazi), equipaggiati con il miglior armamento.
Con la riforma serviana dell'esercito romano, la prima classe risultava la più avanzata schiera rispetto alle altre. Gli opliti della prima fila formavano un "muro di enormi scudi rotondi" parzialmente sovrapposti, in modo che il loro fianco destro venisse protetto dallo scudo del vicino commilitone. Sostenevano un addestramento costante. Effettuavano il combattimento in modo estremamente compatto, armati di lancia e spada, difesi da scudo, elmo e corazza (o comunque con una protezione pettorale). Dietro la prima classe, in battaglia era posizionata la seconda, poi la terza classe che chiudeva lo schieramento. Quarta e quinta classe costituivano la fanteria leggera che solitamente era disposta al di fuori dallo schieramento.
(Tito Livio, Ab Urbe condita libri, VIII, 38.)

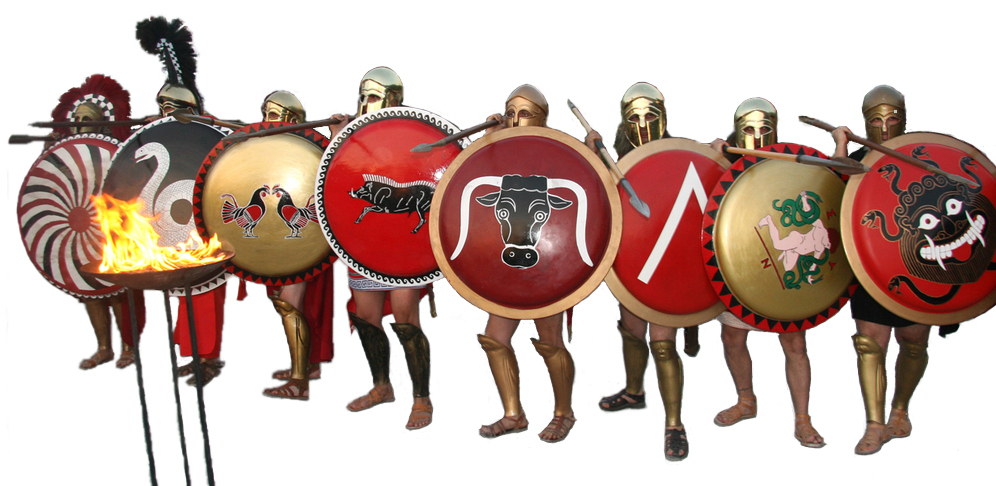
Ricostruzione moderna di una falange oplitica romana dell'epoca di Servio Tullio.

L'obiettivo rimaneva quello di far cedere lo schieramento opposto, cercando di incunearsi nel punto in cui l'avversario era in maggiori difficoltà, e spezzare così le file nemiche. La spinta avveniva anche grazie alla pressione delle formazioni più arretrate che si accalcavano, premendo con grande impeto e sospingendo la propria prima fila contro il "muro" umano nemico. Sembrava di assistere a una gara di forza, dove dopo alcuni ondeggiamenti iniziali di due "muri umani" ormai a stretto contatto, una delle due parti subiva l'inevitabile sfondamento e successivo travolgimento, fino alla sconfitta finale. Da qui l'importanza che i comandanti delle retroguardie assumevano per dirigere la spinta da tergo.
(Tito Livio, Ab Urbe condita libri, VIII, 38.)

### Cavalleria
La funzione tattica della cavalleria si basava su: mobilità, compiti di avanguardia ed esplorazione, quale scorta, oltre che per azioni di disturbo o di inseguimento al termine della battaglia, infine per spostarsi più rapidamente sul campo di battaglia e prestare soccorso a quei reparti di fanteria in difficoltà. I cavalieri usavano briglie e morsi, ma le staffe e la sella erano sconosciuti: non è quindi ipotizzabile una cavalleria "da urto". Quei cavalieri che, nelle stele funerarie appaiono armati di lancia e spada, protetti da un elmo, magari con scudo e piastra pettorale, erano molto probabilmente una sorta di fanteria oplitica mobile. Tito Livio racconta che ancora nel 499 a.C., il dittatore Aulo Postumio Albo Regillense, ordinò ai cavalieri di scendere dai cavalli e aiutare la fanteria contro quella dei Latini in prima linea.
(Tito Livio, Ab Urbe condita libri, II, 20.)
Si trattava delle fasi conclusive della battaglia del lago Regillo. I cavalieri romani risalirono, infine, sui loro destrieri e si diedero ad inseguire i nemici in fuga. La fanteria tenne dietro e così venne conquistato il campo latino.

## Modello strategico
Con la riforma serviana dell'esercito romano, gli armati arruolabili nella legione romana passarono dai 3 000 fanti + 300 cavalieri dell'epoca di Romolo, ai 17 000 fanti + 1 800 cavalieri (oltre a 500 uomini tra fabri e tubicines/cornicines). Va specificato che, alla legione "da campagna militare" (formata da iuniores) poteva essere ora affiancata una seconda legione, almeno sulla carta, "a difesa dell'Urbe" (formata da quei seniores che costituivano la riserva strategica dell'esercito romano), anticipando, almeno nelle intenzioni, ciò che sarebbe divenuto il doppio comando consolare repubblicano.
Alcuni storici moderni hanno preferito fare una netta distinzione tra ciò che era il potenziale numero di armati messo a disposizione dai comizi centuriati e gli effettivi realmente utilizzati. Se consideriamo, infatti, che quasi mai i seniores (con età superiore ai 46 anni, gli anziani) furono impiegati (avendo il solo compito di difendere Roma, mai seriamente minacciata fino al sacco gallico del 390-386 a.C.), gli unici ad essere arruolati annualmente risultarono i soli iuniores (con età inferiore ai 46 anni, i giovani). Alcuni storici moderni hanno, perciò, ipotizzato:
1. o un loro utilizzo parziale, pari al numero di iuniores della I classe (4 000 fanti) oltre a 600 cavalieri;[31]
2. oppure, al massimo, tutti gli iuniores (8.500 fanti delle classi I, II, III e IV e V) oltre ai cavalieri (fino a 1.800), escludendo l'impiego dei seniores.[32][33]